# Messkorn
Das Messkorn ist eine kirchliche Einnahme, die im Rahmen des Missaticums, der Kornbitte, von den Höfen und Pfarreiangehörigen an die Pfarrei alljährlich abgeführt wurde. Sie erfolgte als Abgabe von Getreide, war aber auch in Form von Geld ablösbar.
Ein Messkornregister aus dem 13. Jahrhundert ist in Menslage erhalten, in Bochum aus dem Jahre 1513.